# Blastaar
Blastaar, anche detto la Bomba Vivente, è un personaggio dei fumetti creato da Stan Lee (testi) e Jack Kirby (disegni), pubblicato dalla Marvel Comics. La sua prima apparizione avviene in The Fantastic Four (vol. 1) n. 63 (maggio 1967).
È un supercriminale, nemico dei Fantastici Quattro.

## Biografia del personaggio
Monarca del pianeta Baluur, nella Zona negativa, qui impose la sua tirannia per moltissimi anni finché i sudditi non si ribellarono lanciandolo alla deriva nello spazio imprigionato in una specie di camicia di forza. Mentre cercava di liberarsi, Blastaar scorse Mister Fantastic e Triton che stavano tornando sulla Terra da una missione e li seguì attraverso il portale ideato dallo stesso Reed Richards (alias Mister Fantastic). Sulla Terra si scontrò con i Fantastici Quattro, che alla fine lo rispedirono nella Zona negativa. Blastaar tornò sulla Terra in innumerevoli occasioni, con la speranza di conquistarla, ma tutte le volte fu sconfitto e rimandato indietro. Inoltre Blastaar ha combattuto contro gli X-Men, Thor, Hulk, Capitan Marvel e l'Uomo Ragno.

## Poteri e abilità
Ha una forza e resistenza sovrumane pari a quelle della Cosa ed è inoltre in grado di emettere esplosioni di energia fortissime.

## Altri media

### Televisione
- Blastaar è apparso nelle serie animate I Fantastici Quattro, The Fantastic Four, L'Uomo Ragno e i suoi fantastici amici, I Fantastici Quattro e Ultimate Spider-Man.
- Blastaar è un antagonista ricorrente della serie animata Hulk e gli agenti S.M.A.S.H. ed uno degli Agenti C.R.A.S.H. (insieme al Capo, l'Abominio, l'Uomo Assorbente, Titania e Sauron).